# Infinite Craft
Infinite Craft est un jeu par navigateur sandbox sorti en 2024 développé par Neal Agarwal, dans lequel le joueur commence avec quatre éléments (la terre, le vent, le feu et l'eau) et les combine ensemble pour obtenir de nouvelles choses (personnes, êtres astrologiques, personnages fictifs...). Pour produire de nouveaux éléments, des logiciels d'IA, notamment LLaMA et Together AI, sont utilisés.

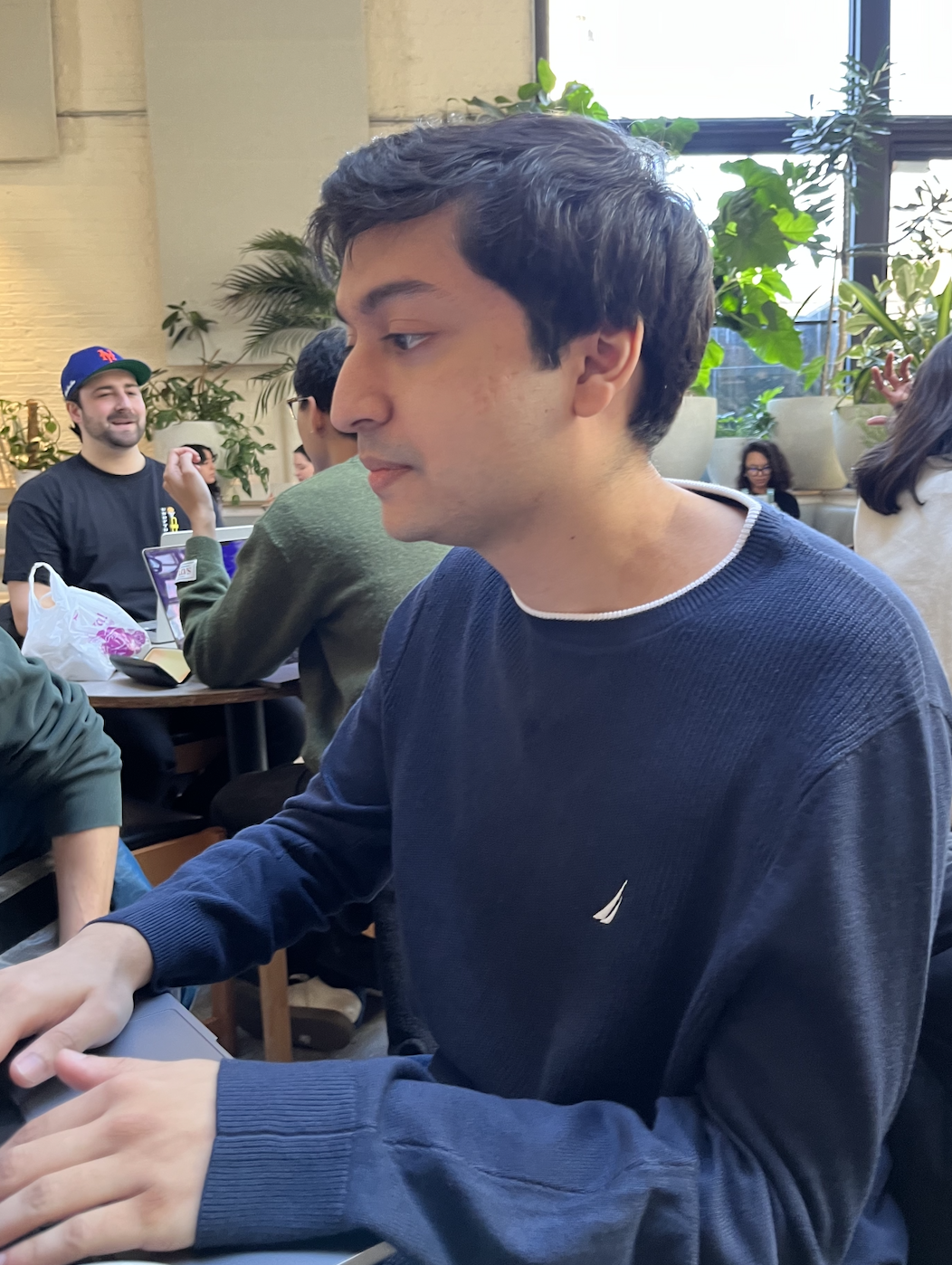
Neal Agarwal travaillant sur Infinite Craft tout en buvant un cappuccino à Brooklyn, New York.

## Gameplay
Dans Infinite Craft, le joueur commence avec quatre éléments : le feu, le vent, l'eau et la terre, qui peuvent être combinés pour créer de nouveaux éléments. Les éléments sont glissés depuis la barre latérale et combinés en les plaçant les uns sur les autres ; par exemple, le feu et l'eau produisent de la vapeur, et les plantes et les sorciers font un druide. Les éléments incluent des objets, des poèmes, des personnages fictifs, l'univers, des concepts philosophiques, des jeux vidéo, des animaux, Dieu ou encore le Big Bang. Si un joueur est le premier dans le monde à découvrir un élément, le jeu lui indique qu'il s'agit d'une « Première Découverte ». Son fonctionnement se rapproche du jeu "Little Alchemy" mais amélioré par l'intelligence artificielle.

## Développement et sortie
Le développeur new-yorkais Neal Agarwal a développé Infinite Craft pour son site Web, neal.fun. Le jeu utilise un logiciel d'IA générative ; le modèle de langage LLaMA invente les éléments, tandis que Together AI héberge les serveurs,. Selon Agarwal, lorsqu'un nouvel élément est créé, une invite est envoyée à LLaMA pour déterminer le résultat.
Agarwal a annoncé le lancement d'Infinite Craft sur X (Twitter) le 31 janvier 2024. Après avoir annoncé son développement le 16 janvier 2024. Le 26 février 2024 est ajouté le mode sombre au jeu.

## Réception
Le 31 janvier 2024, à 17 h 49, le développeur annonce sur X que 200 000 combinaisons uniques avaient déjà été essayées seulement 5 jours après sa sortie. Le 2 février suivant, le jeu devenant réellement populaire, Neal annonçait qu'environ 1000 combinaisons étaient réalisées par les joueurs chaque seconde.

## Médias
L'intelligence artificielle utilisée permet à Infinite Craft de connaitre la plupart des médias, comme de nombreux dessins animés, des bandes dessinées ou encore des films. Par exemple, dans la référence précédente, Peter Griffin est capable d'être généré, contrairement à la plupart des autres jeux. Sa quantité éternelle d'objets et de combinaisons due à l'intelligence artificielle rend les possibilités dans le jeu infinies.

## Voir également
- The Password Game, un autre jeu de Neal Agarwal
- Doodle God, un autre jeu avec un concept similaire